# جون ديهان
جون ديهان (بالإنجليزية: John Deehan)‏ (6 أغسطس 1957 في المملكة المتحدة - ) هو مدرب كرة قدم ولاعب كرة قدم بريطاني في مركز الهجوم. شارك مع منتخب إنجلترا تحت 21 سنة لكرة القدم. أما مع النوادي، فقد لعب مع أستون فيلا وإيبسويتش تاون ومانشستر سيتي ونادي بارنسلي ونورويتش سيتي ووست بروميتش ألبيون.

## وصلات خارجية
- جون ديهان على موقع قاعدة بيانات كرة القدم.إي يو (الإنجليزية)
- جون ديهان على موقع Soccerbase.com (مدرب) (الإنجليزية)